# Велики Садбери
Велики Садбери (енгл. Greater Sudbury, фр. Grand-Sudbury) је град у Канади у покрајини Онтарио. Према резултатима пописа 2011. у граду је живело 160.274 становника.

## Становништво
Према резултатима пописа становништва из 2011. у граду је живело 160.274 становника, што је за 1,5% више у односу на попис из 2006. када је регистровано 157.857 житеља.
| 2006.   | 2011.   | 2016.   | 2021.   |
| ------- | ------- | ------- | ------- |
| 157.857 | 160.274 | 161.531 | 166.004 |

## Партнерски градови
- Гомељ
- Кокола